# Ole Toft
Ole Toft (ur. 28 grudnia 1964 w Korsør) – duński dyplomata, od 2020 roku ambasador Danii w Polsce.

## Życiorys
Uzyskał tytuł magistra prawa na Uniwersytecie Kopenhaskim. Od 1994 roku pracował w Ministerstwie Spraw Zagranicznych, był szefem Departamentu Bliskiego Wschodu i Afryki Północnej, a następnie szefem Departamentu Polityki Europejskiej. W 1998 roku został sekretarzem Stałego Przedstawicielstwa Danii przy Unii Europejskiej, od 2001 roku był doradcą ds. polityki europejskiej w Kancelarii Premiera Danii. W 2007 roku ponownie został szefem Departamentu Polityki Europejskiej MSZ, a następnie w 2009 roku szefem Departamentu Wykonawczego. W 2013 roku mianowano go zastępcą Stałego Przedstawiciela przy Unii Europejskiej.
W 2015 roku został podsekretarzem stanu ds. zasobów i działalności operacyjnej w MSZ. Od 2017 roku był dyrektorem ds. rybołówstwa w MSZ, a następnie tożsamego wydziału w Ministerstwie Środowiska i Żywności. 10 września 2020 roku złożył Prezydentowi RP listy uwierzytelniające ambasadora Danii w Polsce.

## Życie prywatne
Jest żonaty, ma dwóch synów.

## Odznaczenia i wyróżnienia
- Kawaler Orderu Danebroga[1]
- Krzyż Komandorski Orderu Zasługi Rzeczypospolitej Polskiej (2024)[5]
- Złota Odznaka Honorowa Gryfa Zachodniopomorskiego – Polska, 2024[6]